# 유럽 유도 연맹
유럽 유도 연맹(European Judo Union)은 유럽의 유도를 총괄하는 국제 유도 연맹 기반의 단체이다. 약칭은 EJU로, 1948년 런던에서 설립되었다.